# Problema dels punts
El problema dels punts és el primer desafiament de probabilitat que es coneix. La primera solució va ser donada al segle xiv.
La situació és la següent: Dos jugadors juguen a un joc en què per cada partida guanyada s'obté 1 punt. El primer que arriba a 6 punts s'emporta el premi (24 ducats). El joc s'interromp per causes desconegudes en un moment en què el jugador A té 5 punts i el jugador B, 3. Davant la impossibilitat de continuar i acabar la partida, el problema tracta de repartir el premi de manera justa.
Aquest problema ha tingut diverses solucions, concretament tres, però la més acceptada i considerada correcta, que utilitza els càlcul de probabilitats, és la proposada per Pascal i Fermat:

## Diferents solucions

### Solució proposada per Luca Pacioli
Luca Pacioli proposa repartir el premi 5 a 3.
Argument:
Proposa repartir el premi de manera proporcional als punts que ha guanyat cada jugador.
{\displaystyle {\frac {24{\text{ ducats}}}{8{\text{ punts}}}}} = 3 ducats / punt guanyat.
Pel jugador A, que ha guanyat 5 punts, 15 ducats. Pel jugador B, que ha guanyat 3 punts, 9 ducats.

### Solució proposada perNiccolò Tartaglia
Niccolò Tartaglia proposa repartir el premi 2 a 1.
Argument:
Proposa repartir el premi de manera proporcional als punts d'avantatge que té el jugador A sobre el jugador B.
Proporció = 2:1
Per tant, si dividim el premi en terços, dos són pel jugador A i un, pel jugador B. 16 ducats per A i 8 per B.

### Solució proposada perBlaise PascaliPierre de Fermat
Blaise Pascal i Pierre Fermat proposen repartir el premi 7 a 1.
Argument: 
Pascal: El jugador A s'emportaria el premi si guanyés la partida següent (1/2), o si perdés la següent i guanyés l'altra (1/4) o si perdés les dues següents i guanyés l'altra (1/8).
Probabilitat que guanyi A: {\displaystyle {\frac {1}{2}}} + {\displaystyle {\frac {1}{4}}} + {\displaystyle {\frac {1}{8}}} = {\displaystyle {\frac {4}{8}}} + {\displaystyle {\frac {2}{8}}} + {\displaystyle {\frac {1}{8}}} = {\displaystyle {\frac {7}{8}}}
Probabilitat que guanyi B: 1 - {\displaystyle {\frac {7}{8}}} = {\displaystyle {\frac {8}{8}}} - {\displaystyle {\frac {7}{8}}} = {\displaystyle {\frac {1}{8}}}

Fermat: Com que el joc es pot allargar com a màxim tres partides més, es consideren tots els resultats de jugar les tres partides i es compten els casos favorables a cada jugador. A tan sols necessita guanyar una partida per guanyar el joc. En la taula es representa A per les partides guanyades pel jugador A i B, per les partides guanyades pel jugador B.
```
A B A A A B B B
A A B A B A B B
A A A B B B A B
```

D'acord amb la taula, el jugador A compta amb 7 de les 8 possibilitats mentre que B, 1 de les 8.
Per tant, la distribució dels ducats (recordem que és la considerada correcta) seria la següent: seguint una proporció 7:1, el jugador A s'enduria 21 ducats i el jugador B, 3 ducats.